# Polystichum nayongense
Polystichum nayongense là một loài thực vật có mạch trong họ Dryopteridaceae. Loài này được P.S. Wang & X.Y. Wang miêu tả khoa học đầu tiên năm 1997.